# Otto Steffens
Carl Otto Steffens (* 7. April 1826 in Danzig; † 13. August 1904 ebenda) war ein preußischer Jurist und Politiker. 

## Leben
Steffens wurde 1826 als Sohn von Eduard Ludwig Ferdinand Steffens (1791–1875) und Adeline Dubois (1804–1836) geboren. Nach Abschluss des städtischen Gymnasiums in Danzig studierte er von 1845 bis 1848 Rechtswissenschaften in Berlin und Heidelberg. Er war promovierter Jurist und amtierte bis 1861 als Kreisrichter in Danzig. Anschließend arbeitete er als Rechtsberater im kaufmännischen Familienunternehmen, das insbesondere Großhandel mit Getreide und Holz betrieb. Nach dem Tod seines Vaters übernahm er die Leitung des Unternehmens.
Von 1879 bis 1893 war Steffens Mitglied des Preußischen Abgeordnetenhauses (Wahlkreis Danzig 2, DFP bzw. DFsP). Ab 1864 saß er als Nachfolger seines Vaters im Stadtrat von Danzig, dessen Vorsitz er von 1881 bis 1898 innehatte. Auf seine Initiative entstand der nach ihm benannte Steffenspark (poln. Park Steffensów) nordwestlich der Altstadt. Auch das Goldene Haus (ursprünglich Speymannhaus, polnisch Złota Kamienica) am Langen Markt (Długi Targ), das während des 19. Jahrhunderts im Besitz seiner Familie war, trug lange seinen Namen. 1896 wurde er anlässlich seines 70. Geburtstages zum Ehrenbürger von Danzig ernannt.
Steffens war mit seiner Cousine Marie Elisabeth Steffens (1835–1920) verheiratet. Aus der Ehe gingen fünf Kinder hervor.